# Virabhadrasana III
Virabhadrasana III (Sanskriet voor Held III Houding of Krijger III Houding) is een veelvoorkomende houding of asana.
| Sanskriet  | vertaling                                                                                  |
| virabhadra | een trotse krijger, incarnatie van Shiva, met duizend hoofden en voeten met een tijgerhuid |
| asana      | houding (letterlijk: 'zit')                                                                |

## Beschrijving
De Held III is een staande houding. De houding begint rechtop en vervolgens een de vooroverbuiging Uttanasana. Houd de armen langs het bovenlichaam, min of meer naar boven toe. Maak een diepe ademhaling en kom met het hoofd en het bovenlichaam omhoog en tegelijkertijd met het rechterbeen, totdat het hoofd, lichaam en rechterbeen een horizontale lijn vormen, het lichaam rustend op het linkerbeen op de grond. Pas wanneer het lichaam de balans heeft gevonden, gaan de beide armen vanuit de houding langs het lichaam in een kalme molenwiekbeweging naar onderen en voren, totdat ze in dezelfde horizontale houding komen. Adem een aantal keren in en uit. Doe de oefening nogmaals, in tegengestelde vorm.
Er zijn nog twee Held- of Krijgerhoudingen. Dat zijn:
- Virabhadrasana I
- Virabhadrasana II